# 石澤輝
石澤 輝（いしざわ ひかる、1991年5月12日 - ）は、トップチャレンジリーグ豊田自動織機シャトルズに所属するラグビー選手兼実業家。

## プロフィール
- 東京都出身。
- ポジションはプロップ(PR)。
- 身長 180cm、体重 112kg
- ニックネームはザワ。ひかもて。ほぼ真剣佑。

・芸人顔負けのトーク力で女性からの支持も多く、ホストクラブにスカウトされたこともある。
・pop dandy Group 元オーナー。
- U20日本代表に選ばれたことがある[1]。
- 好きな色は黄色。

## 略歴
2010年、東京高校卒業後、法政大学に入る。なお東京高校時代、高校日本代表候補に選ばれたことがある。
2014年、法政大学卒業後、東芝ブレイブルーパスに加入。同年8月22日に行われたジャパンラグビートップリーグ第1節のパナソニック ワイルドナイツ戦に途中出場で公式戦初出場を果たす。 
2016年、宗像サニックスブルースに加入。
2018年、豊田自動織機シャトルズに加入。
ファッションブランドfamous famiのモデルも務めている。
現在彼が何しているかはほとんどの人が知らない。